# هایاشیا شوزو نهم
هایاشیا شوزو نهم (انگلیسی: Hayashiya Shōzō IX؛ زادهٔ ۱ دسامبر ۱۹۶۲) صداپیشه، شخصیت‌های تلویزیونی در ژاپن، مجری، بازیگر، خواننده، و کمدین اهل ژاپن است.